# Castilia fulgora
Castilia fulgora är en fjärilsart som beskrevs av Frederick DuCane Godman och Osbert Salvin 1878. Castilia fulgora ingår i släktet Castilia och familjen praktfjärilar. Inga underarter finns listade i Catalogue of Life.